# Witte veldbies
De witte veldbies (Luzula luzuloides, synoniem: Luzula nemorosa) is een overblijvend kruid dat behoort tot de russenfamilie (Juncaceae). De plant komt van nature voor in Midden- en Zuidoost-Europa en is vandaar uit verder over Europa verspreid.
De plant wordt 30-75 cm hoog en vormt kruipende wortelstokken. De lichtgroene, glimmende wortelbladeren zijn 3-6 mm breed en evenlang als de stengelbladeren.
De witte veldbies bloeit in mei en juni met witachtige bloemen, die met twee tot acht bij elkaar zitten aan de tuilvormige bloeiwijze. Het schutblad is langer dan de bloeiwijze.
De vrucht is een doosvrucht met een korte snavel. De zaden zijn 1 mm lang en hebben een zeer klein mierenbroodje, waardoor deze door mieren verspreid worden.
De plant komt voor in loofbossen op vochtige, zure, lemige grond.

## Plantengemeenschap
De witte veldbies is een kensoort voor het veldbies-beukenbos (Luzulo luzuloides-Fagetum).

## Namen in andere talen
- Duits: Weißliche Hainsimse
- Engels: White Wood-rush, Oak-forest wood-rush, Forest Woodrush
- Frans: Luzule blanchâtre, Luzule blanche, Luzule des bosquets